# Allium petraeum
Allium petraeum là một loài thực vật có hoa trong họ Amaryllidaceae. Loài này được Kar. & Kir. mô tả khoa học đầu tiên năm 1842.